# Île Montague (Alaska)
Pour les articles homonymes, voir île Montague.
L'île Montague est une île du golfe d'Alaska à l'entrée de la baie du Prince-William en Alaska.

## Description
Elle s'étend sur environ 82 km de longueur pour une largeur maximale de 20 km. 

## Histoire
Elle a été nommée par James Cook en l'honneur de John Montagu (4e comte de Sandwich).
Selon une étude de mai 2012 du Centre d'études côtières de l'Alaska, ses côtes ont reçu des quantités sans précédent de déchets transportés par le vent et les courants après le tsunami du Tōhoku en mars 2011.